# Chung kết UEFA Conference League 2025
Trận chung kết UEFA Conference League 2025 là trận đấu cuối cùng của UEFA Conference League 2024–25, mùa giải thứ tư của giải đấu bóng đá câu lạc bộ cấp ba châu Âu do UEFA tổ chức và là mùa giải đầu tiên kể từ khi đổi tên từ UEFA Europa Conference League thành UEFA Conference League. Trận đấu chứng kiến màn so tài giữa Real Betis và Chelsea, và được tổ chức tại sân vận động Wrocław ở Wrocław, Ba Lan vào ngày 28 tháng 5 năm 2025.
Chelsea đã giành chiến thắng thuyết phục 4–1 trong trận chung kết, qua đó lần đầu tiên đăng quang UEFA Conference League. Chiến công này cũng giúp họ trở thành câu lạc bộ đầu tiên trong lịch sử giành đủ cả bốn danh hiệu lớn của bóng đá châu Âu (UEFA Champions League, UEFA Cup Winners' Cup, UEFA Europa League, UEFA Conference League), cũng như chinh phục trọn bộ ba giải đấu châu Âu hiện tại. Không chỉ dừng lại ở đó, Chelsea còn đi vào lịch sử với tư cách là đội bóng không thuộc Tây Ban Nha đầu tiên đánh bại một CLB Tây Ban Nha trong trận chung kết cúp châu Âu kể từ năm 2001. Do Chelsea đã sớm giành vé tham dự vòng bảng UEFA Champions League mùa giải 2025–26 thông qua vị trí tại giải quốc nội, suất dự UEFA Europa League vốn dành cho nhà vô địch UEFA Conference League mùa này đã bị bỏ trống.

## Bối cảnh
Real Betis lần đầu tiên trong lịch sử góp mặt ở một trận chung kết cúp châu Âu. Trong khi đó, đây là trận chung kết cúp châu Âu thứ 13 của Chelsea và là lần đầu tiên họ góp mặt ở chung kết UEFA Conference League. Trước đó, The Blues từng hai lần vô địch ở cả ba giải đấu lớn của châu Âu trước năm 1999: UEFA Champions League (2012, 2021), UEFA Cup Winners' Cup (1971, 1998), và UEFA Europa League, tiền thân là UEFA Cup (2013, 2019). Ngoài ra, họ cũng đã giành hai danh hiệu UEFA Super Cup vào các năm 1998 và 2021. Tuy nhiên, Chelsea cũng từng để thua trong bốn trận chung kết châu Âu: chung kết Champions League 2008, và các trận tranh Siêu cúp châu Âu các năm 2012, 2013 và 2019.
Hai đội từng chạm trán nhau bốn lần trước đây: hai lần ở tứ kết Cúp C2 mùa giải 1997–98 và hai lần tại vòng bảng UEFA Champions League 2005–06. Chelsea giành chiến thắng ở 3/4 trận: hạ Betis 2–1 ở Seville và 3–1 tại London để thắng chung cuộc 5–2 trên hành trình lên ngôi vô địch UEFA Cup Winners' Cup năm đó, và sau đó thắng đậm 4–0 trên sân nhà tại vòng bảng Champions League mùa giải 2005–06. Tuy nhiên, Betis đã có được chiến thắng danh dự ở lần gặp gần nhất giữa hai đội, với tỷ số 1–0 tại Seville. Dù thua trận đó, Chelsea vẫn giành vé vào vòng 16 đội với vị trí nhì bảng, trong khi Betis đứng thứ ba và chuyển xuống thi đấu tại UEFA Cup – giải đấu sau đó mà đại kình địch cùng thành phố Sevilla giành chức vô địch.

### Thành tích
Trong bảng sau đây, các trận chung kết đến năm 2024 thuộc kỷ nguyên UEFA Europa Conference League
| Đội        | Các lần tham dự trận chung kết trước (in đậm thể hiện năm vô địch) |
| ---------- | ------------------------------------------------------------------ |
| Real Betis | Không có                                                           |
| Chelsea    | Không có                                                           |

## Đường đến trận chung kết
Ghi chú: Trong tất cả các kết quả dưới đây, tỉ số của đội lọt vào chung kết được đưa ra trước tiên (N: sân nhà; K: sân khách).
| VT | Đội                | ST | Đ  |
| -- | ------------------ | -- | -- |
| 13 | Panathinaikos      | 6  | 10 |
| 14 | Olimpija Ljubljana | 6  | 10 |
| 15 | Real Betis         | 6  | 10 |
| 16 | 1. FC Heidenheim   | 6  | 10 |
| 17 | Gent               | 6  | 9  |

| VT | Đội                  | ST | Đ  |
| -- | -------------------- | -- | -- |
| 1  | Chelsea              | 6  | 18 |
| 2  | Vitória de Guimarães | 6  | 14 |
| 3  | Fiorentina           | 6  | 13 |
| 4  | Rapid Wien           | 6  | 13 |
| 5  | Djurgårdens IF       | 6  | 13 |

## Địa điểm
Sân vận động Wrocław tại thành phố Wrocław, hiện được gọi là Tarczyński Arena vì lý do tài trợ, là sân nhà của câu lạc bộ Śląsk Wrocław. Sân được khánh thành vào tháng 9 năm 2011 và có sức chứa 42.771 chỗ ngồi. Trước đây, sân này từng được chọn làm địa điểm tổ chức các trận đấu thuộc khuôn khổ Vòng chung kết UEFA Euro 2012. Trận chung kết lần này sẽ là trận chung kết cúp châu Âu theo thể thức một lượt trận, lần thứ ba được tổ chức tại Ba Lan, sau hai trận chung kết UEFA Europa League vào các năm 2015 và 2021.

## Trận đấu

### Diễn biến
Real Betis đã vươn lên dẫn trước ngay phút thứ 9 khi Isco chuyền bóng dọn cỗ cho Abde Ezzalzouli, cầu thủ này sau đó đã nhẹ nhàng đưa bóng vào góc dưới bên phải khung thành. Betis tiếp tục dồn ép nhằm tìm kiếm bàn thắng thứ hai ngay sau đó, với cú sút ngoài vòng cấm của Marc Bartra bị thủ môn Chelsea, Filip Jörgensen, bay người cứu thua xuất sắc. Đến phút 20, Ezzalzouli một lần nữa tạo ra đột biến khi vượt qua hai cầu thủ Chelsea trước khi căng ngang cho Johnny Cardoso, nhưng cú dứt điểm của anh đã bị Benoît Badiashile cản phá đưa bóng đi hết đường biên ngang.
Sang hiệp hai, đến phút 65, Chelsea đã có bàn gỡ hòa khi Cole Palmer tạt bóng chính xác vào khu vực cấm địa, Enzo Fernández bật cao đánh đầu hiểm hóc hạ gục thủ môn Adrián. Chỉ năm phút sau, Palmer tiếp tục tung ra một quả tạt, lần này Nicolas Jackson khéo léo chạm bóng đưa Chelsea vượt lên dẫn trước. Đến phút 83, Jadon Sancho đi bóng khéo léo rồi dứt điểm xoáy vào góc xa, nâng tỷ số lên 3-1 cho Chelsea. Moisés Caicedo ấn định chiến thắng 4–1 ở phút bù giờ đầu tiên với cú sút chạm hậu vệ Natan đổi hướng, đánh bại thủ môn Adrián ở góc dưới bên phải khung thành.

### Chi tiết
| Real Betis      | 1–4      | Chelsea                                                    |
| --------------- | -------- | ---------------------------------------------------------- |
| - Ezzalzouli 9' | Chi tiết | - Fernández 65' - Jackson 70' - Sancho 83' - Caicedo 90+1' |

| Real Betis | Chelsea |

| TM                | 13 | Adrián            |       |     |
| HV                | 23 | Youssouf Sabaly   |       |     |
| HV                | 5  | Marc Bartra       |       |     |
| HV                | 6  | Natan             |       |     |
| HV                | 12 | Ricardo Rodriguez |       | 46' |
| TV                | 18 | Pablo Fornals     |       | 85' |
| TV                | 22 | Isco (c)          |       |     |
| TV                | 4  | Johnny Cardoso    |       | 85' |
| TĐ                | 7  | Antony            | 88'   |     |
| TĐ                | 11 | Cédric Bakambu    |       | 72' |
| TĐ                | 10 | Abde Ezzalzouli   |       | 53' |
| Thay người:       |    |                   |       |     |
| TM                | 25 | Fran Vieites      |       |     |
| TM                | 41 | Manu González     |       |     |
| HV                | 15 | Romain Perraud    | 90+5' | 46' |
| HV                | 24 | Aitor Ruibal      |       | 72' |
| HV                | 32 | Nobel Mendy       |       |     |
| HV                | 40 | Ángel Ortiz       |       |     |
| TV                | 16 | Sergi Altimira    |       | 85' |
| TV                | 20 | Giovani Lo Celso  |       | 85' |
| TV                | 46 | Mateo Flores      |       |     |
| TĐ                | 36 | Jesús Rodríguez   |       | 53' |
| TĐ                | 52 | Pablo García      |       |     |
| Huấn luyện viên:  |    |                   |       |     |
| Manuel Pellegrini |    |                   |       |     |

| TM               | 12 | Filip Jörgensen       |     |     |
| HV               | 27 | Malo Gusto            |     | 46' |
| HV               | 23 | Trevoh Chalobah       |     |     |
| HV               | 5  | Benoît Badiashile     | 55' | 61' |
| HV               | 3  | Marc Cucurella        |     |     |
| TV               | 8  | Enzo Fernández (c)    |     |     |
| TV               | 25 | Moisés Caicedo        |     |     |
| TV               | 11 | Noni Madueke          |     |     |
| TV               | 20 | Cole Palmer           | 79' | 87' |
| TV               | 7  | Pedro Neto            |     | 61' |
| TĐ               | 15 | Nicolas Jackson       |     | 80' |
| Thay người:      |    |                       |     |     |
| TM               | 1  | Robert Sánchez        |     |     |
| TM               | 47 | Lucas Bergström       |     |     |
| HV               | 4  | Tosin Adarabioyo      |     |     |
| HV               | 6  | Levi Colwill          |     | 61' |
| HV               | 24 | Reece James           |     | 46' |
| TV               | 34 | Josh Acheampong       |     |     |
| TV               | 22 | Kiernan Dewsbury-Hall |     | 80' |
| TV               | 39 | Mathis Amougou        |     |     |
| TĐ               | 18 | Christopher Nkunku    |     |     |
| TĐ               | 19 | Jadon Sancho          | 85' | 61' |
| TĐ               | 32 | Tyrique George        |     |     |
| TĐ               | 38 | Marc Guiu             |     | 87' |
| Huấn luyện viên: |    |                       |     |     |
| Enzo Maresca     |    |                       |     |     |

| Cầu thủ xuất sắc nhất trận đấu: Cole Palmer (Chelsea) Trợ lý trọng tài: Senad Ibrišimbegović (Bosna và Hercegovina) Davor Beljo (Bosna và Hercegovina) Trọng tài thứ tư: Halil Umut Meler (Thổ Nhĩ Kỳ) Trợ lý trọng tài dự phòng: Kerem Ersoy (Thổ Nhĩ Kỳ) Trợ lý trọng tài video: Jérôme Brisard (Pháp) Trợ lý tổ trợ lý trọng tài video: Willy Delajod (Pháp) Hỗ trợ tổ trợ lý trọng tài video: Marco Di Bello (Ý) | Quy tắc trận đấu: - 90 phút. - 30 phút hiệp phụ nếu cần thiết. - Loạt sút luân lưu nếu vẫn có tỷ số hòa. - Được phép thay tối đa 5 cầu thủ, và được thay thêm 1 cầu thủ thứ sáu trong hiệp phụ. |

### Thống kê
| Chỉ số               | Real Betis | Chelsea |
| -------------------- | ---------- | ------- |
| Số bàn thắng         | 1          | 0       |
| Số cú sút            | 7          | 4       |
| Sút trúng đích       | 2          | 1       |
| Thủ môn cản phá      | 1          | 1       |
| Tỷ lệ kiểm soát bóng | 33%        | 67%     |
| Phạt góc             | 3          | 2       |
| Phạm lỗi             | 9          | 6       |
| Việt vị              | 0          | 1       |
| Thẻ vàng             | 0          | 0       |
| Thẻ đỏ               | 0          | 0       |

| Chỉ số               | Real Betis | Chelsea |
| -------------------- | ---------- | ------- |
| Số bàn thắng         | 0          | 4       |
| Số cú sút            | 6          | 7       |
| Sút trúng đích       | 1          | 6       |
| Thủ môn cản phá      | 2          | 1       |
| Tỷ lệ kiểm soát bóng | 40%        | 60%     |
| Phạt góc             | 1          | 2       |
| Phạm lỗi             | 7          | 6       |
| Việt vị              | 0          | 2       |
| Thẻ vàng             | 2          | 3       |
| Thẻ đỏ               | 0          | 0       |

| Chỉ số               | Real Betis | Chelsea |
| -------------------- | ---------- | ------- |
| Số bàn thắng         | 1          | 4       |
| Số cú sút            | 13         | 11      |
| Sút trúng đích       | 3          | 7       |
| Thủ môn cản phá      | 3          | 2       |
| Tỷ lệ kiểm soát bóng | 37%        | 63%     |
| Phạt góc             | 4          | 4       |
| Phạm lỗi             | 16         | 12      |
| Việt vị              | 0          | 3       |
| Thẻ vàng             | 2          | 3       |
| Thẻ đỏ               | 0          | 0       |